# غواصة يو بي-115
يو بي-115 غواصة ألمانية من فئة يو بي3 خدمت في البحرية الإمبراطورية الألمانية خلال الحرب العالمية الأولى. تم تكليفها في البحرية الإمبراطورية الألمانية في 28 مايو 1918 باسم يو بي-115. -أغرقتها سفينة بريطانية.